# Ирвин, Дэвид (регбист)
Дэвид Джордж Ирвин (англ. David George Irwin, родился 1 февраля 1959 года в Белфасте) — ирландский регбист, выступавший за сборную Ирландии и за британско-ирландскую «Британские и ирландские львы».

## Биография
Ирвин окончил Королевское белфастское академическое училище и Университет Квинс в Белфасте. Выступал за регбийную команду спортивного общества «Инстонианс» и за команду провинции Ольстер. За сборную Ирландии дебютировал 1 марта 1980 года на Кубке пяти наций матчем против Франции на «Парк де Пренс». Всего сыграл 25 матчей и занёс 2 попытки (8 очков в активе).
Команда выиграла с ним Кубок пяти наций 1982, завоевав Тройную корону, а в 1987 году сыграла на чемпионате мира в Новой Зеландии. В 1983 году Ирвин также выступал в составе «Британских и ирландских львов», сыграл 3 матча на турне по Новой Зеландии. Последнюю игру сыграл 3 февраля 1990 года на «Лэнсдаун Роуд» против Шотландии в рамках Кубка пяти наций.
25 апреля 1987 года, ещё до начала чемпионата мира в Новой Зеландии, Дэвид Ирвин, Филип Рэйни и Найджел Карр ехали на тренировку в Дублин, а рядом с ними ехал в соседней машине достопочтенный судья Моррис Гибсон со своей женой. Около местечка Киллеан прогремел взрыв: автомобиль судьи был взорван. Гибсон и его супруга погибли на месте, а у Ирвина, который вёл автомобиль, были обожжены волосы и брови. Он вытащил из-под обломков машины сначала Карра, а потом и Рэйни. Ирвин на следующий день уже был в строю, несмотря на готовность Мика Дойла дать сколько угодно времени Ирвину на подготовку. По его словам, он думал, что среди погибших был и Филип Рэйни.
В настоящее время Ирвин является врачом-координатом клуба «Ольстер».